# Arzberg (Altmühltal)
Der Arzberg (Ausspracheⓘ) ist ein 507,1 m ü. NHN hoher Berg der südlichen Fränkischen Alb bei Beilngries und Dietfurt im oberbayerischen Landkreis Eichstätt und im Oberpfälzer Landkreis Neumarkt, Bayern (Deutschland).
Gleichzeitig ist der Arzberg der Naturraum 082.38 im Nordteil der Südlichen Frankenalb. Dieser ist komplett von der Beilngries-Dietfurter Tälerzone (82.37) umgeben.

## Geographische Lage
Der Arzberg befindet sich im Naturpark Altmühltal zwischen Beilngries direkt im Westen und Dietfurt etwas entfernt im Osten, wobei sich die Stadtgebiete von Beilngries (Westlicher Arzberg) und Dietfurt (Östlicher Arzberg) bis weit auf den überwiegend bewaldeten Berg hinziehen. Im Tal nördlich des Bergs liegt Ottmaring (zu Dietfurt), südlich liegen Kottingwörth (zu Beilngries), Grögling und Töging (beide zu Dietfurt).
Nördlich verläuft im Abschnitt zwischen Beilngries und Dietfurt im Ottmaringer Trockental der Main-Donau-Kanal am Arzberg vorbei. Durch dieses Tal floss einst die Sulz, die während der letzten Eiszeit westlich des Bergs den Felsriegel zum Altmühltal durchbrach und seitdem dort – heute nach dem Durchfließen von Beilngries – in die südlich am Berg vorbeifließende Altmühl mündet. Der Kanal wurde in den Verlauf beider Fließgewässer integriert.
Der Arzberg ist in West-Ost-Richtung etwa sechs Kilometer lang und in Nord-Süd-Richtung maximal rund zwei Kilometer breit.
Auf dem westlichen Arzberg befinden sich die Reste einer vor- und frühgeschichtlichen Abschnittsbefestigung.

## Schutzgebiete
Der südwestliche Teil des Arzbergs ist als Naturschutzgebiet Arzberg bei Beilngries (NSG-00747.01, WDPA 555546332) ausgewiesen.
Die West- und die Südflanke des Arzbergs bilden den äußersten Ostteil des vielteiligen Fauna-Flora-Habitat-Gebiets „Mittleres Altmühltal mit Wellheimer Trockental und Schambachtal“ (FFH-Nr. 7036-371, WDPA: 555521791). Dieser Bereich ist ein Teil des Vogelschutzgebiets Felsen und Hangwälder im Altmühl-, Naab-, Laber- und Donautal (VSG-Nr. 7037-471, WDPA:555537865). Die Töginger Hänge an der Südostspitze des Berges gehören zum sich östlich anschließenden FFH-Gebiet „Trockenhänge im unteren Altmühltal mit Laaberleiten und Galgental“ (FFH-Nr. 7036-371). Nahezu der gesamte Berg ist Teil des 1995 gegründeten und 3141,36 km² großen Landschaftsschutzgebiets innerhalb des Naturparks Altmühltal (LSG-Nr. 329151).

## Geotope
Der Arzberg selbst ist vom Bayerischen Landesamt für Umwelt als Geotop-Nr. 176R015 „Durchbruchsberg Arzberg östlich von Beilngries“ ausgewiesen. Er ist mit 2000 Meter Länge, 1000 Meter Breite und 150 Meter Höhe und einer Fläche von zwei Millionen Quadratmetern der größte Durchbruchsberg Europas. Zwei weitere Geotope befinden sich am Arzberg.
- Der aufgelassene Steinbruch nahe der Westspitze über Beilngries (Nr. 176A018) „Aufgelassener Steinbruch am westlichen Arzberg“
- Der „Steinbruch Leibrecht am Arzberg W von Töging“ (Nr. 176A017) zwischen Kottingwörth und Töging.

## Wandern
Über den Arzberg und durch das Altmühltal verläuft im Abschnitt zwischen Beilngries und Dietfurt der Europäische Fernwanderweg E8. Seit 1995 ist der 3,5 km lange Waldlehrpfad Arzberg angelegt, an dem zahlreiche Schautafeln informieren.

## Bilder

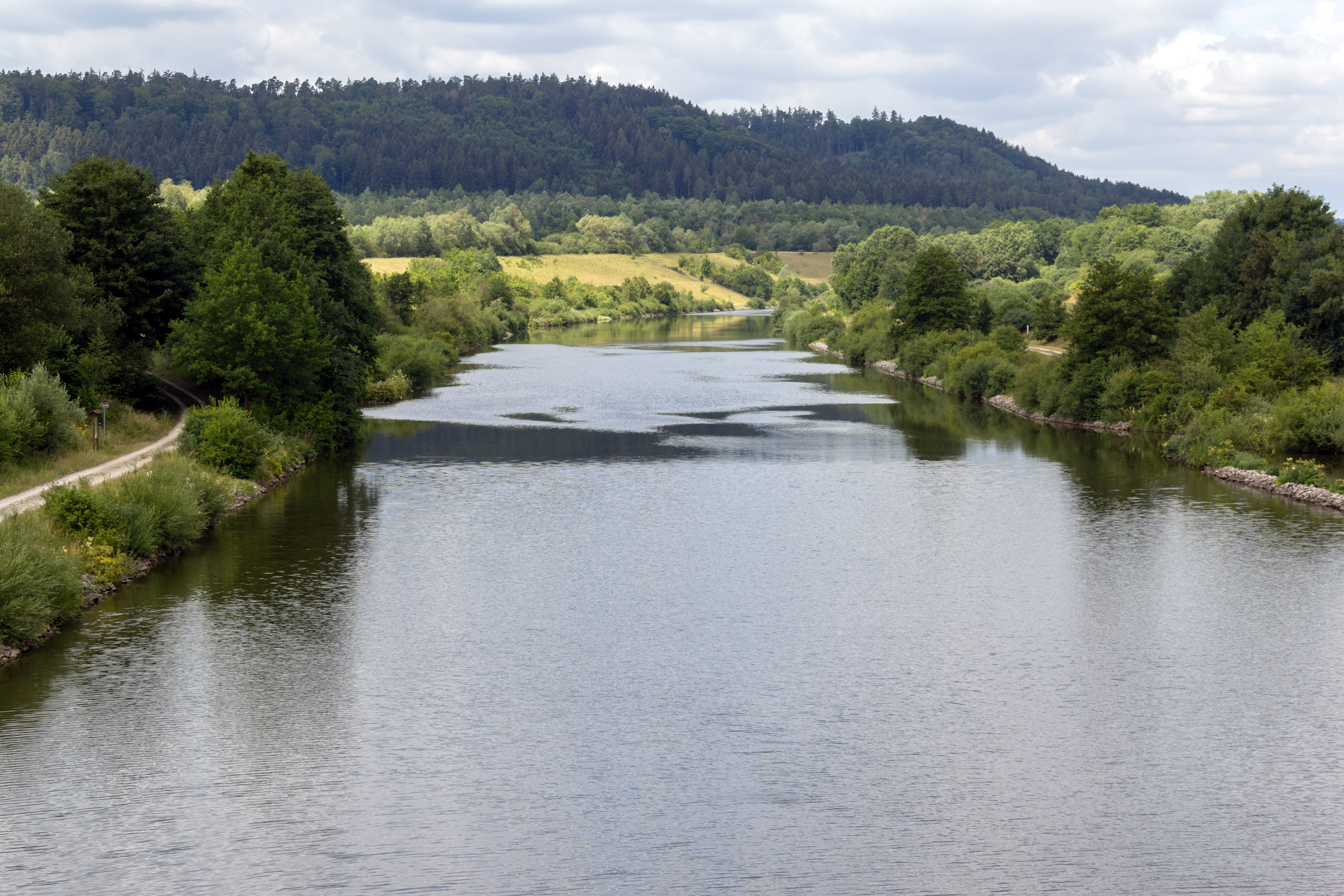
Arzberg, Sicht von Süden bei Ottmaring
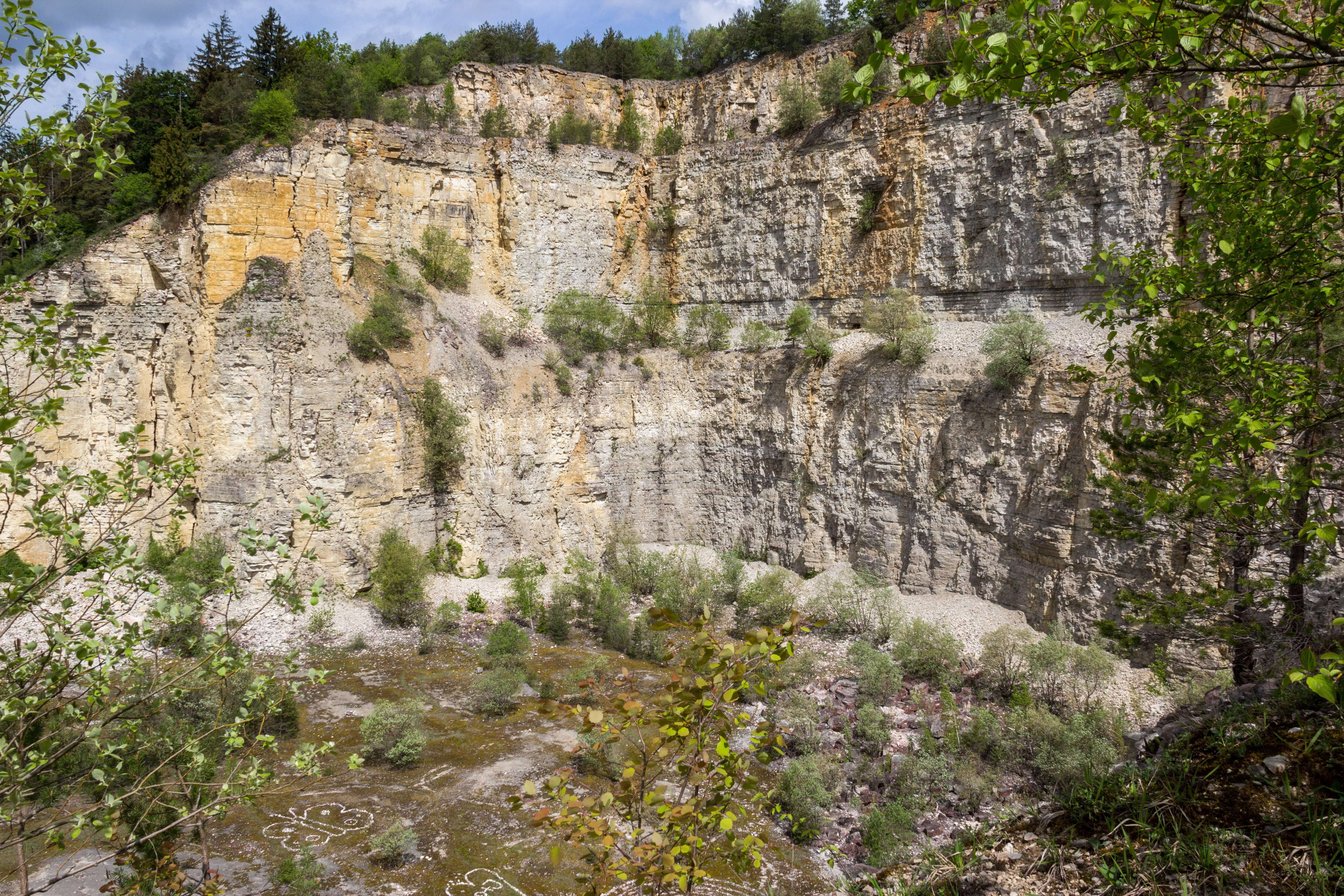
Geotop, Steinbruch bei Kottingwörth
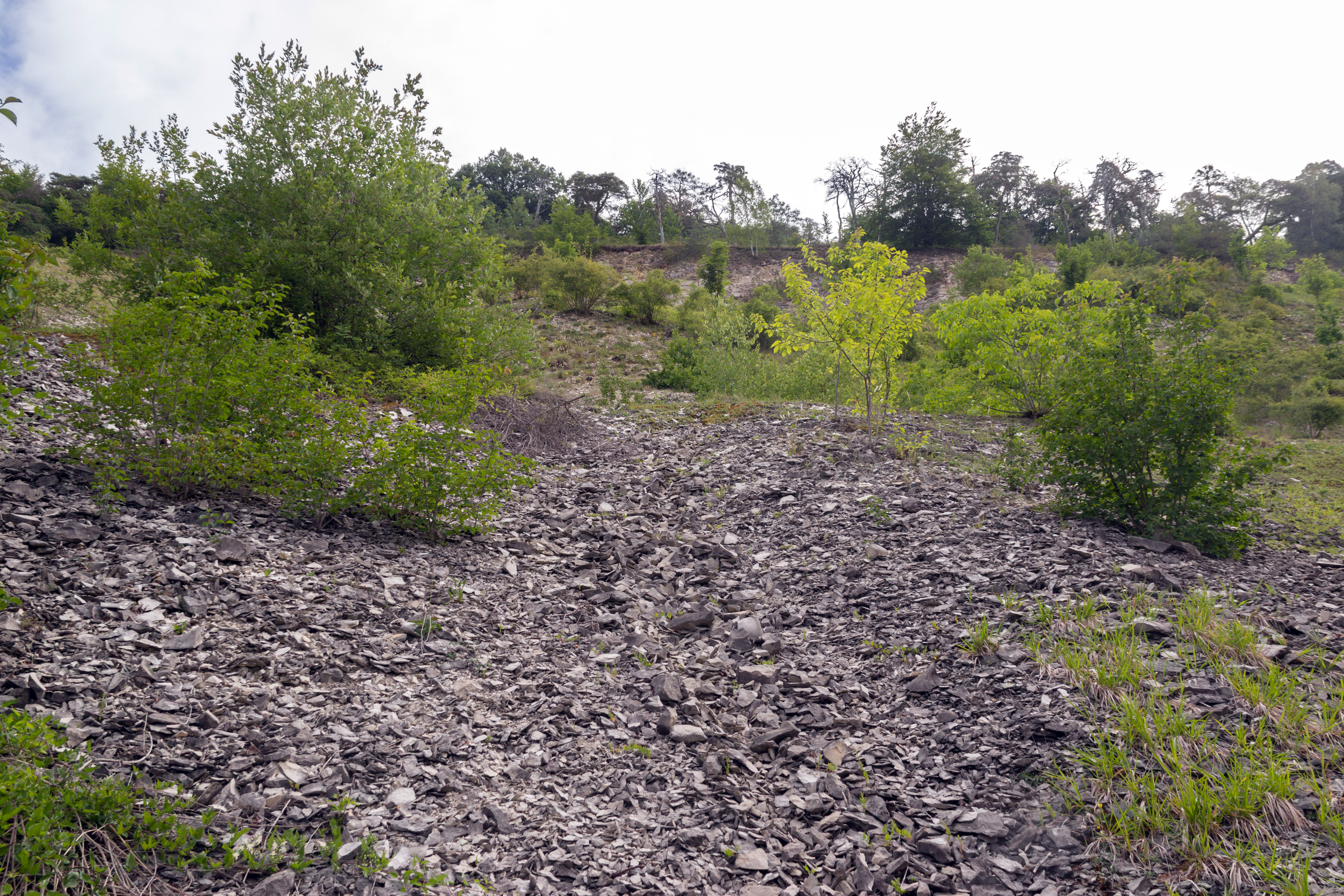
Geotop, Steinbruch am westlichen Arzberg
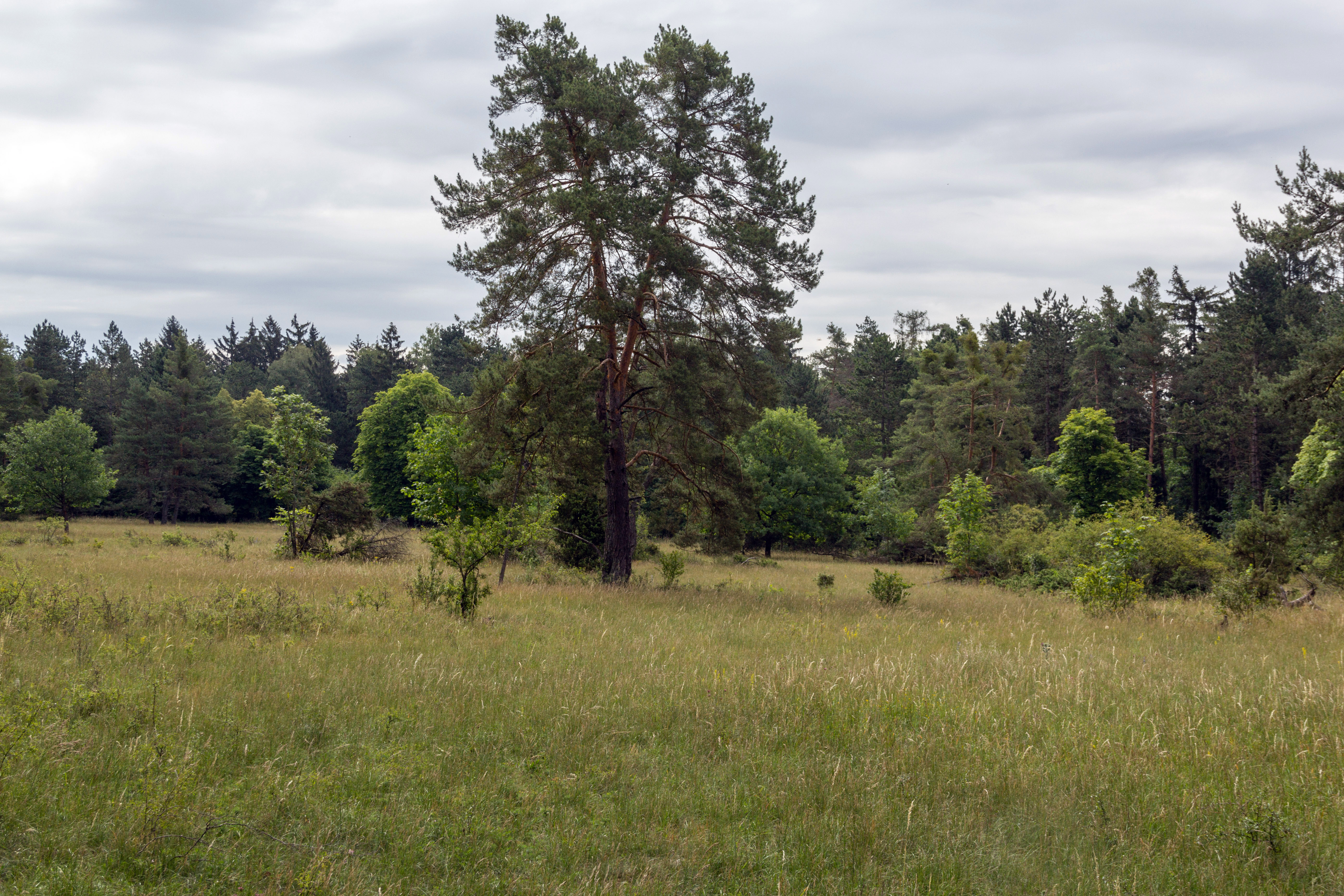
Magerwiese im Naturschutzgebiet
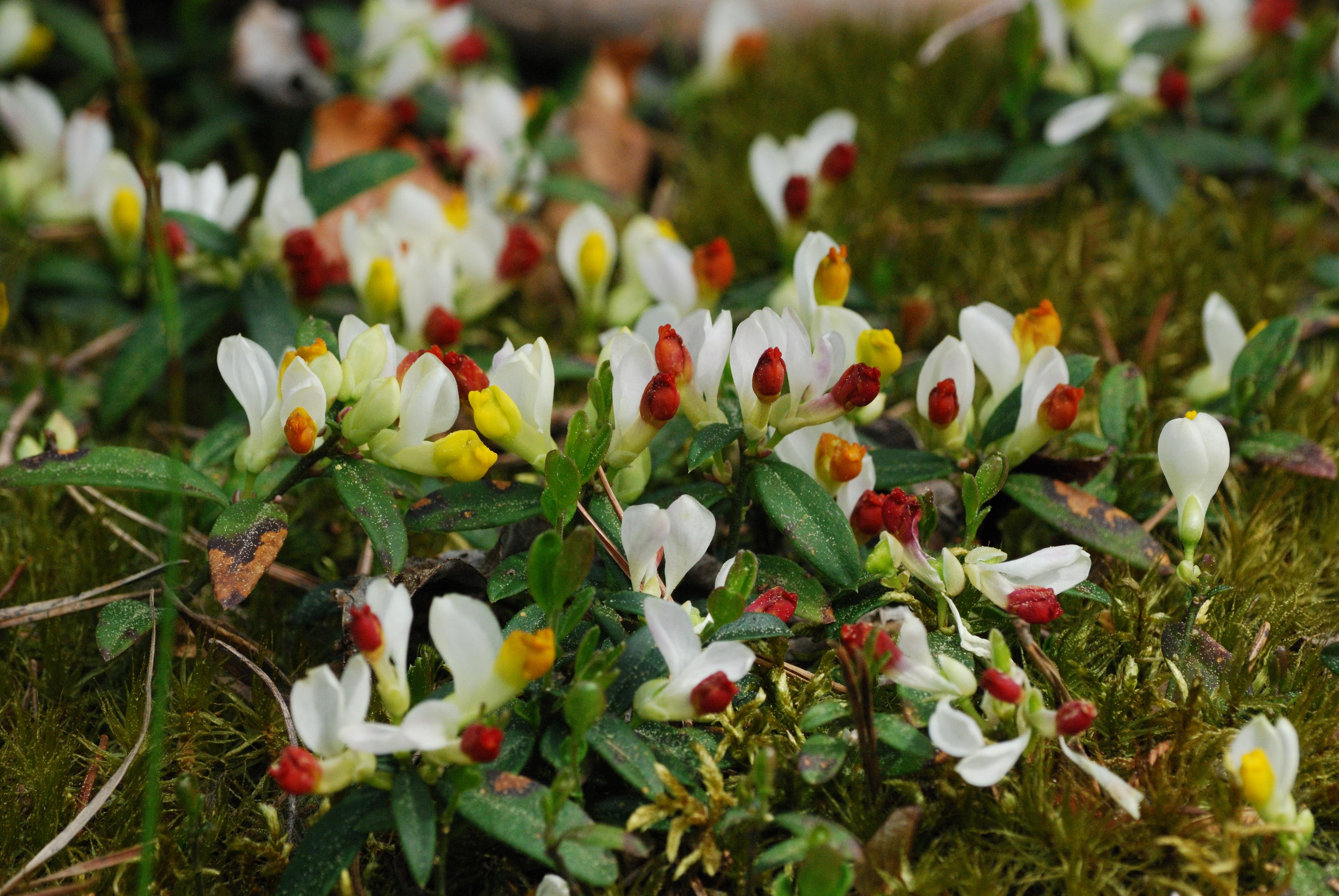
Lerchensporn im Naturschutzgebiet Arzberg
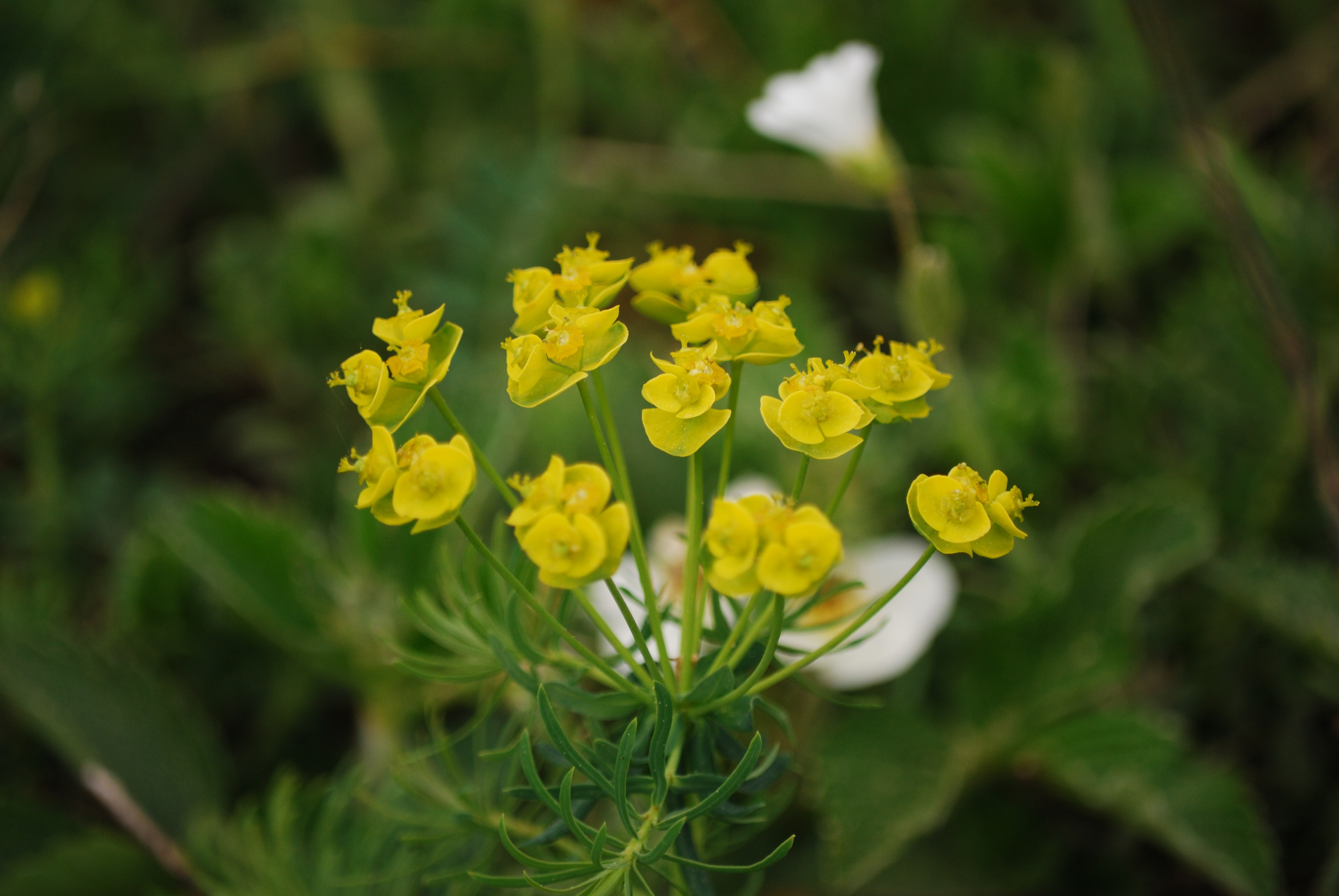
Zypressenwolfsmilch im Naturschutzgebiet Arzberg
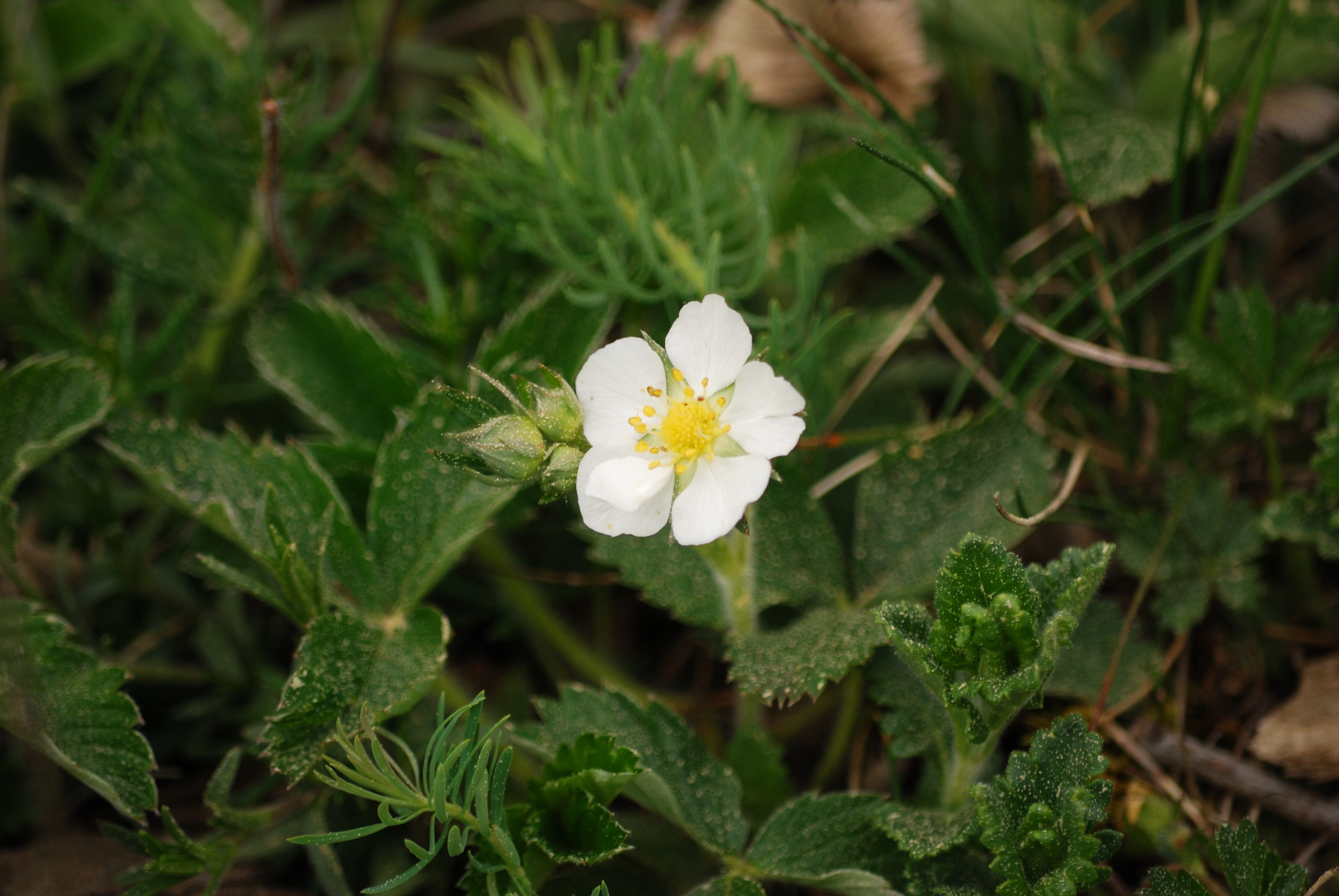
Knackerdbeere im Naturschutzgebiet Arzberg
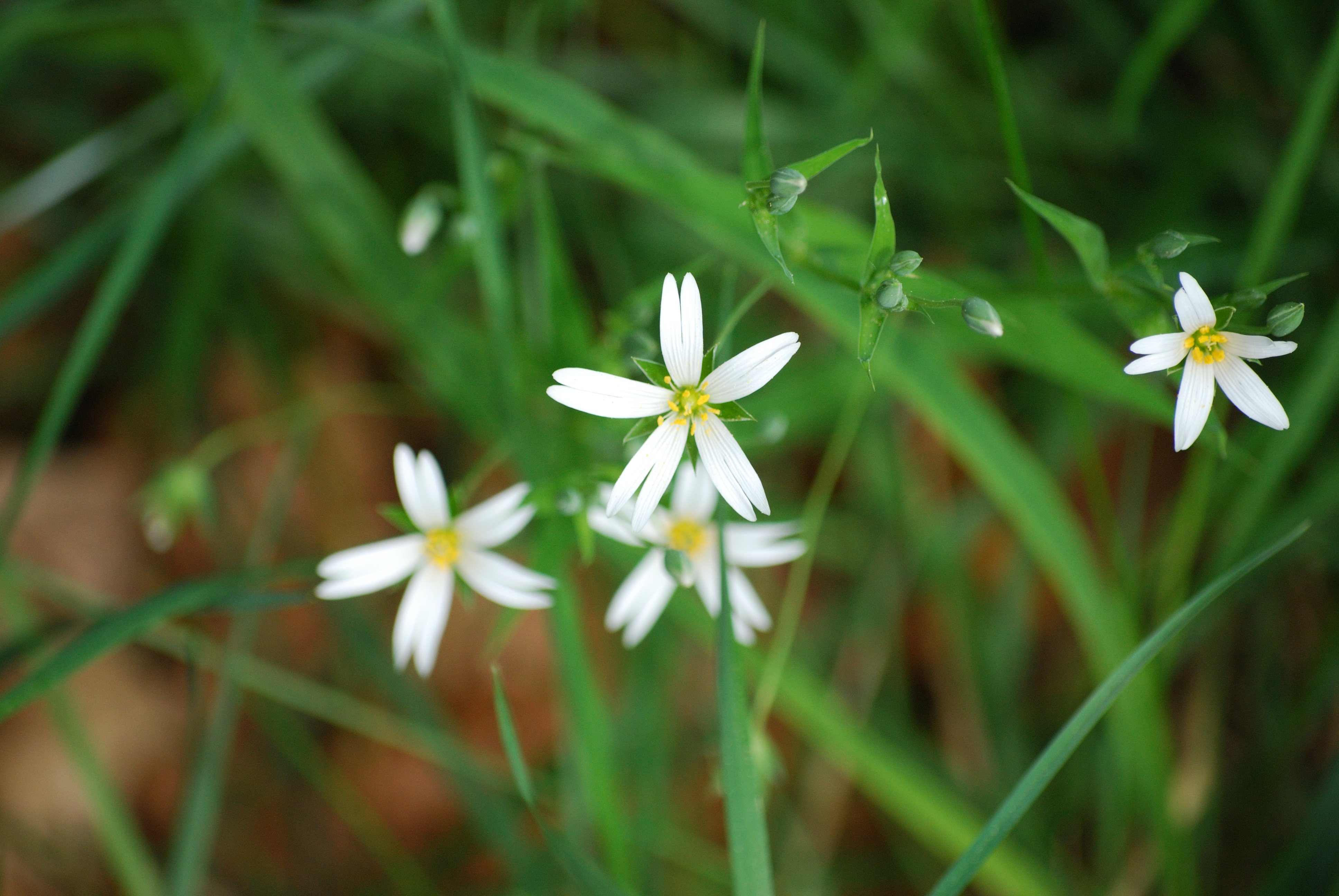
Echte Sternmiere im Naturschutzgebiet Arzberg
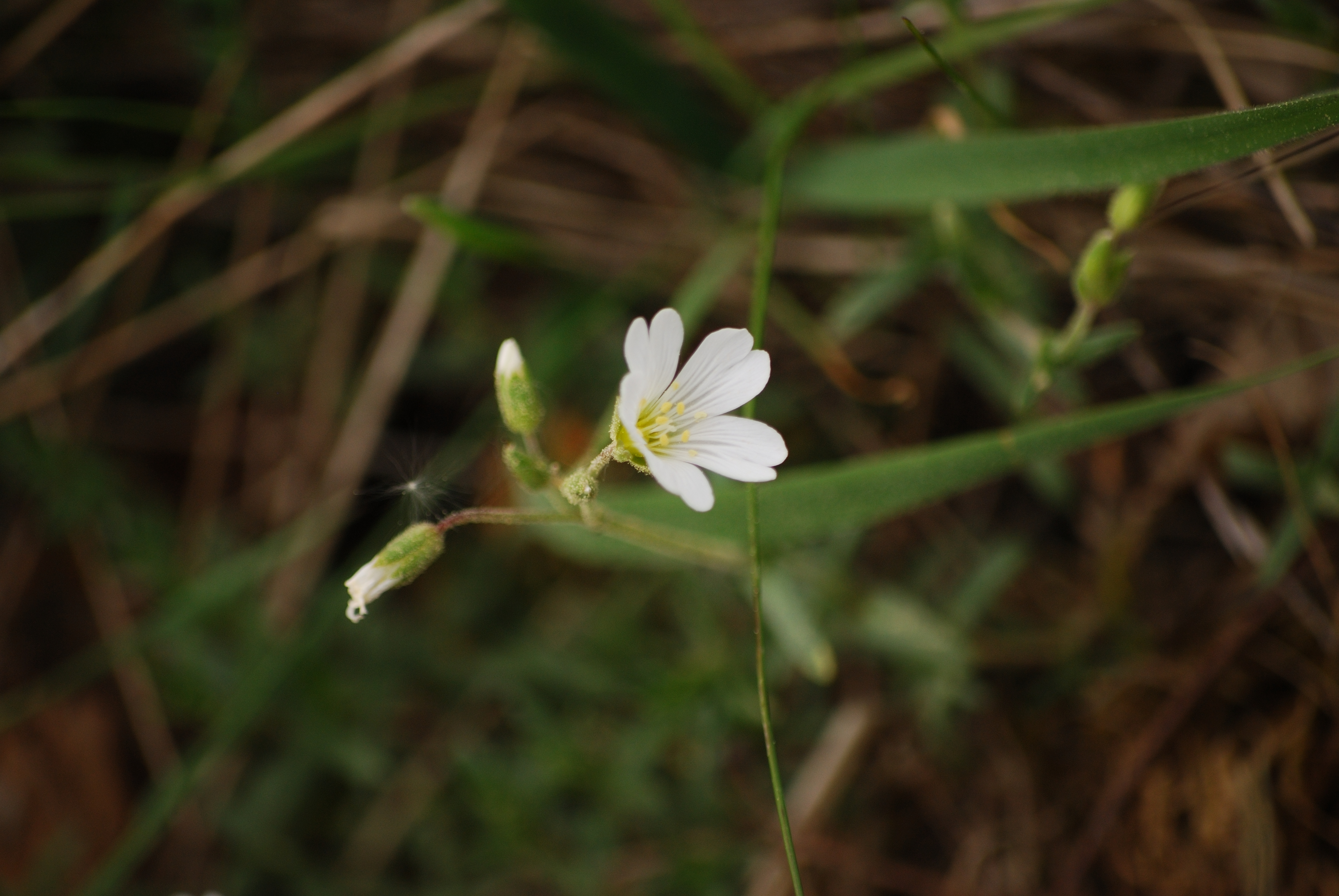
Ackerhornkraut im Naturschutzgebiet Arzberg